# Elstorf

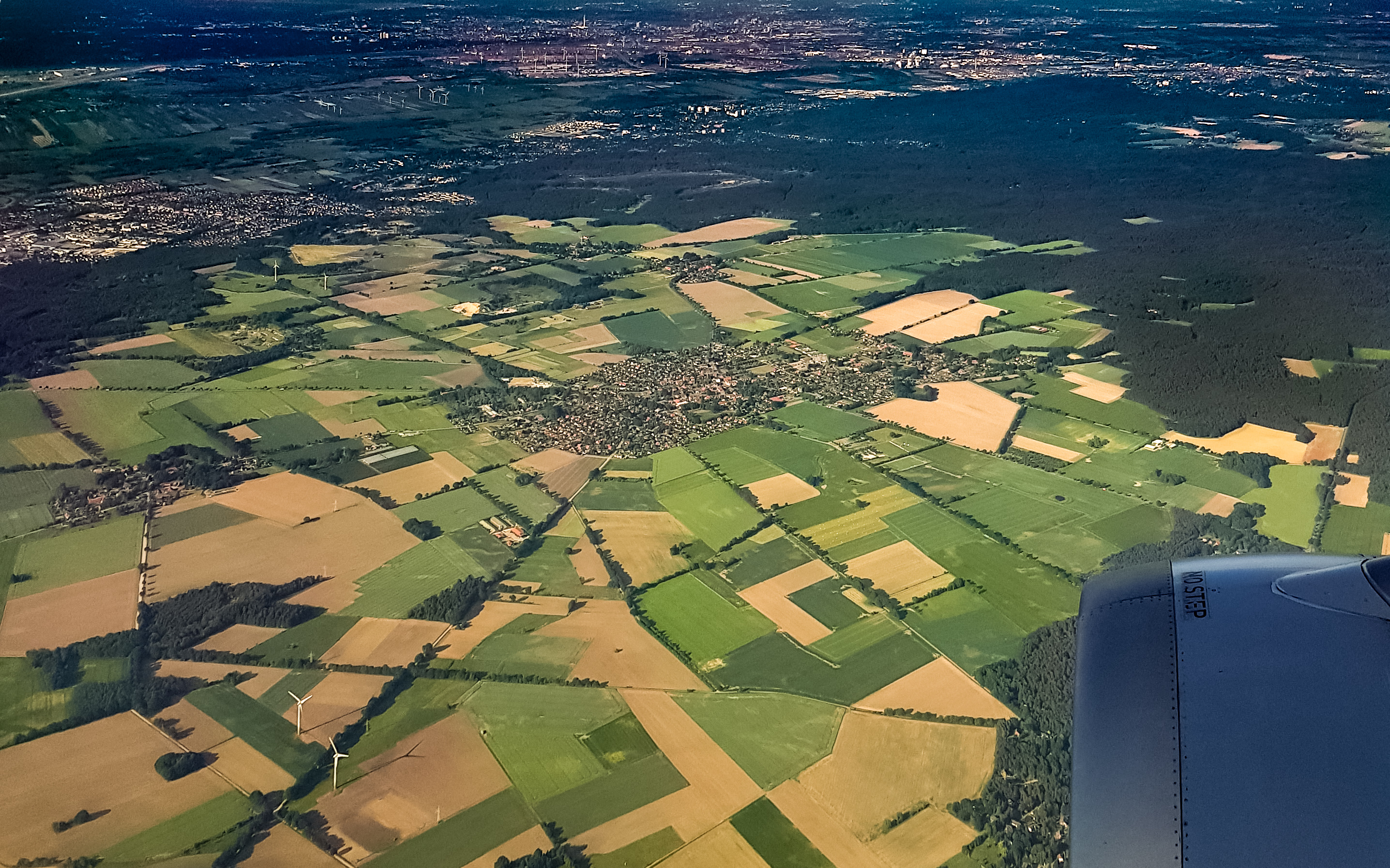
Luftbild Elstorfs, Schwiederstorfs und Ardestorfs mit Neu Wulmstorf und Hamburg im Hintergrund

Elstorfⓘ (plattdeutsch Ilsdörp) ist ein Ortsteil der Einheitsgemeinde Neu Wulmstorf im Landkreis Harburg im nordöstlichen Niedersachsen in der Metropolregion Hamburg.

## Lage
Zu Elstorf gehören Ardestorf und Elstorf-Bachheide. Zusammen mit Schwiederstorf bildet Elstorf in etwa die geographische Mitte der Gemeinde Neu Wulmstorf. Naturräumlich liegt Elstorf mit seinen Ortsteilen am Ostrand der Zevener Geest.

## Nachbarortschaften
Im Süden grenzt Elstorf an Rade, im Südwesten an Eversen-Heide, im Norden an Daerstorf, im Osten an Schwiederstorf und im Südwesten an Moisburg.

## Geschichte

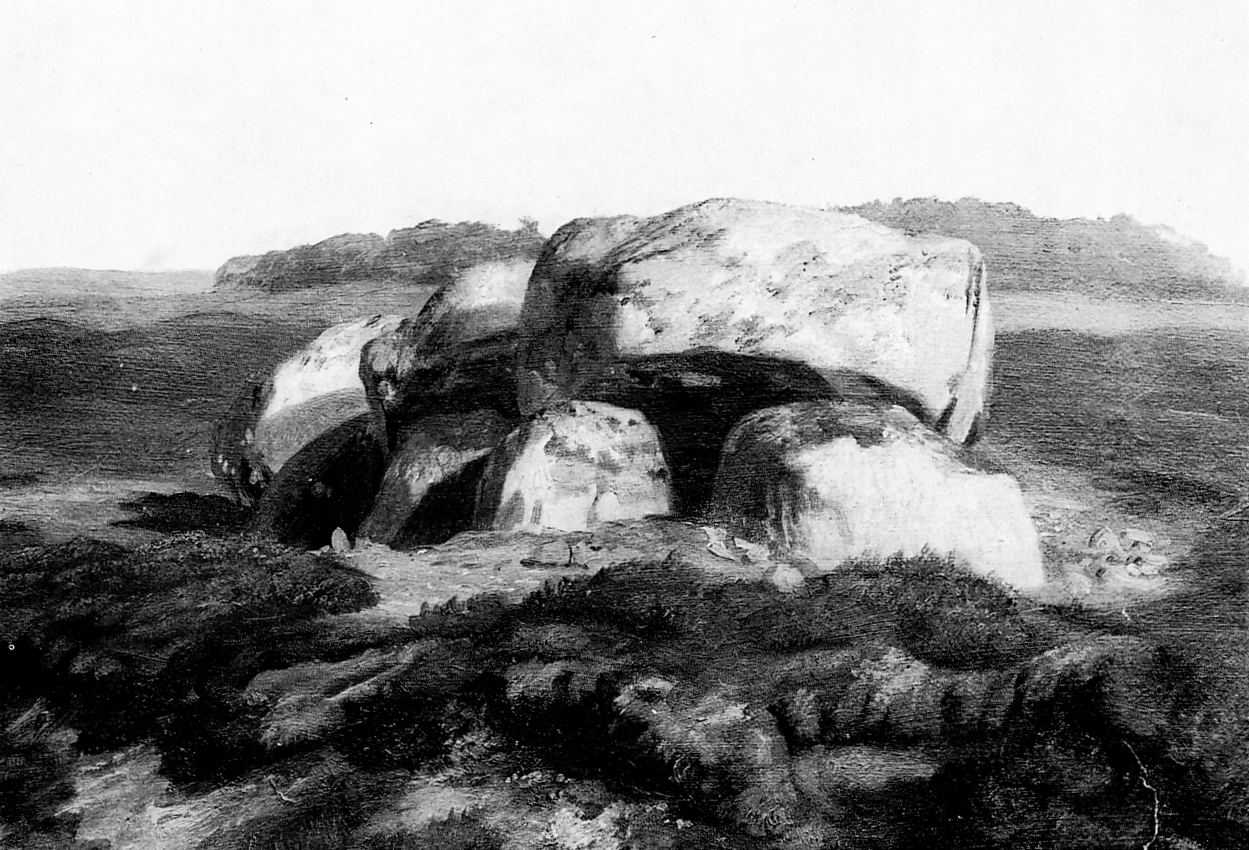
Gemälde des Großsteingrabes Elstorf von Jacob Gensler, 1839

Spuren der jungsteinzeitlichen Trichterbecherkultur, wie zum Beispiel das Großsteingrab Elstorf oder das Großsteingrab Daerstorf belegen eine frühe Besiedlung der Umgebung. Im 12. Jahrhundert wurde eine Kapelle in Elstorf auf einer kleinen Anhöhe errichtet.
Im 14. Jahrhundert gehörte Elstorf im Rahmen des linkselbischen Besitzes des Grafen von Schwerin zu Harburg.
Die Selbstständigkeit erreichte die Elstorfer Gemeinde 1543 und umfasste dann elf Dörfer. Mit der Zeit wurden einige Dörfer wie Neugraben und Neu Wulmstorf größer und damit auch eigenständig.

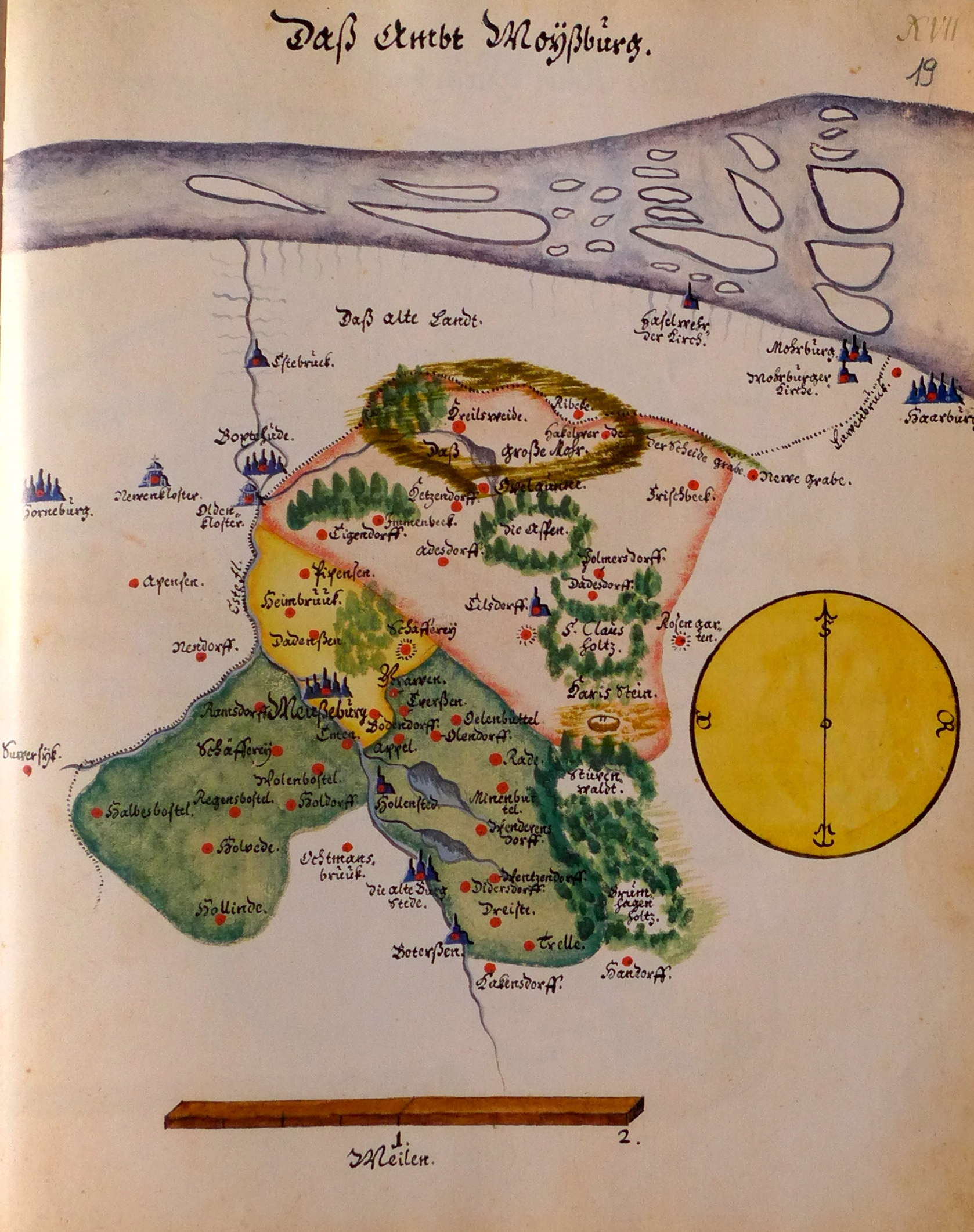
Vogtei Eilsdorff im Ambt Meußeburg (1600)

Ab dem 17. Jahrhundert war die Vogtei Elstorff mit 15 Ortschaften Teil des Amt Moisburg im Fürstentum Lüneburg.
Während der Franzosenzeit war Elstorf mit 268 Einwohnern nach Moisburg der größte Ort in der Mairie Moisburg und gehörte zum Département des Bouches de l’Elbe.
Nachfolgend war es im Amt Moisburg Teil der Landdrostei Lüneburg, bevor es 1859 im Amt Tostedt aufging.
Am 1. Dezember 1910 zählte Elstorf 445 Einwohner.
Elstorf und Schwiederstorf wurden erst kurz vor Kriegsende am 20. April 1945 durch die „A-Companie“ der Infanterieeinheit „1st Rifle Brigade“ und die „8th King’s Royal Irish Hussars“ der englische Truppen eingenommen.

## Einwohnerentwicklung
| Jahr          | 1812 | 1910 | 1925 | 1933 | 1939 | 2007   | 2016 |
| ------------- | ---- | ---- | ---- | ---- | ---- | ------ | ---- |
| Einwohnerzahl | 268  | 445  | 448  | 524  | 493  | (2800) | 3072 |

## Eingemeindungen
Am 1. Mai 1964 wurde die Enklave „Elstorfer Moor“ in die Gemeinde Wulmstorf eingegliedert.
Am 1. Juli 1972 wurde Elstorf zusammen mit Ardestorf und Bachheide als Ortsteil Elstorf in die Gemeinde Neu Wulmstorf eingegliedert.

## Politik
Der Ortsteil Elstorf wird von Ortsvorsteher Uwe Keller vertreten.

## Bildung
- Grundschule Elstorf[13]

## Wirtschaft und Verkehr
Elstorf liegt an der B 3 und wird über die geplante Verlängerung der Ortsumgehung B 3n an die ebenfalls geplante A 26 angebunden. Des Weiteren existieren Busverbindungen, u. a. zum S-Bahnhof Neu Wulmstorf.

### Kommunikation
Das Ortszentrum von Elstorf ist über VDSL mit maximal 100 Mbit/s und Randbereiche über DSL mit maximal 16 Mbit/s erschlossen. Glasfaser oder Kabelfernsehen sind im gesamten Ort nicht verfügbar. Offenes WLAN ist nur sehr begrenzt verfügbar.

## Sehenswürdigkeiten

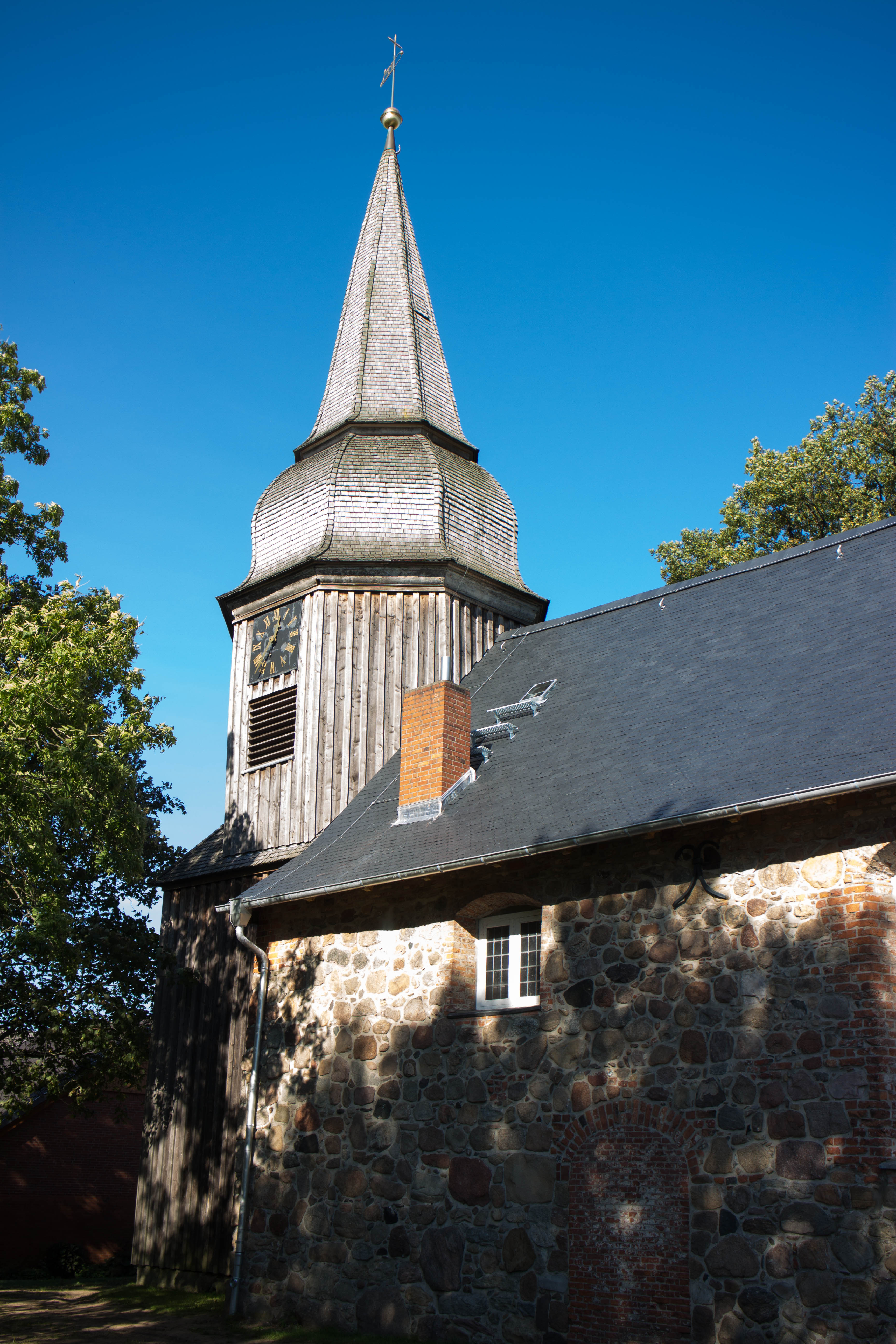
Kirchturm der Nicolai-Kirche Elstorf von Südwesten

Die Nicolai-Kirche aus dem 13. Jahrhundert.

## Vereine
An Vereinen gibt es in Elstorf den TSV Elstorf von 1925, den MSC Elstorf, die Freiwillige Feuerwehr, den Schützenverein Elstorf und Umgegend von 1869 und die Jugendfeuerwehr (JF) Elstorf.

## Söhne und Töchter
- Heiner Schönecke (* 1946), Kommunalpolitiker (CDU) und Landtagsabgeordneter
- Alexander Böhm (auch bekannt als AlexiBexi), Webvideo-Produzent

## Mit Elstorf verbunden
- Anna Marlena Princk (1800–1842), auch bekannt als „Rote Lena“, Magd in Elstorf, später Gutsbesitzerin in Buxtehude und am 31. Oktober 1842 auf der Richtstätte bei Ohrensen wegen gemeinschaftlichen Mordes enthauptet.
- Theodor Hoppe (1852–1932), Theologe, Sohn von Johann Heinrich Louis Hoppe, der 1856–1867 Pastor an der Nicolaikirche war[20][21].